# Corinna parvula
Corinna parvula är en spindelart som beskrevs av Bryant 1940. Corinna parvula ingår i släktet Corinna och familjen flinkspindlar. Inga underarter finns listade i Catalogue of Life.